# Цетињско поље
Цетињско поље је једно од три највећа крашка поља у Црној Гори, а име је добило по речици Цетини, која је некада текла пољем, али је пресушила и нестала. Корито некадашње реке се још увек назире при дну. Поље се налази источно од масива Ловћена и данас је саставни део општине Цетиње. Надморска висина поља је од 660 до 760 m. Захвата површину од око 5 km² и протеже се правцем северозапад-југоисток на дужини од 6 километара, а широко је око 0,8 километра. Као и сва крашка поља и Цетињско поље је „плодна оаза“ у односу на камениту околину. Због велике количине падавина током године ово поље је познато и по великим поплавама. Током 15. века седиште државе Црнојевића је пренесено у ово поље, где је изграђени двор и први манастир, који је временом израстао у Цетињски манастир. У 19. веку око њега се почело развијати Цетиње.